# Sputnik 9
Sputnik 9,, Vostok-3KA No.1 eller Korabl-Sputnik 4 (Корабль Спутник 4) var en sovjetisk testflygning i Vostokprogrammet. Den var en av föregångarna till den bemannade Vostok-farkosten.
Farkosten sköts upp den 9 mars 1961 från Kosmodromen i Bajkonur. Färden varade endast ett varv runt jorden och gick planenligt. Ombord fanns skyltdockan Ivan Ivanovich, hunden Chernushka, några möss och ett marsvin. Under nedfärden sköts skyltdockan ut för att testa katapultstolen och landade med egen fallskärm. Skyltdockan namn, Ivan Ivanovich (Иван Иванович) är den ryska motsvarigheten till Sven Svensson och det amerikanska "John Doe"